# 飓风纳丁
飓风纳丁（英語：Hurricane Nadine）仍然是有纪录以来持续时间第四长的大西洋飓风，也是2012年大西洋飓风季的第14个热带气旋和第14个获得命名的风暴。纳丁于9月10日由佛得角以西的一股东风波发展而成，次日就已增强为热带风暴。系统起初向西北方向移动，然后转向北上，期间没有接近任何陆地。9月15日清晨，风暴在婉延向东行进的过程中达到飓风强度，之后由于垂直风切变的增强，纳丁于9月16日削弱成热带风暴。次日，风暴开始向东北方向前进并威胁到亚速尔群岛，但在到达该群岛前又于9月19日再度改变方向朝东南偏东行进，不过还是给几个岛屿带去了热带风暴强度的狂风。9月21日，系统在位于亚速尔群岛以南时开始向东南偏南方向曲折前进，并于当天晚些时候转变成不含热带天气系统特征的低气压区。
由于外部环境有利于系统发展，纳丁的残余在9月24日再生为热带气旋。经过重新发展后，风暴以环状路径行进并蜿蜒缓慢地穿越东部大西洋，之后系统转向西南偏南，并一度几乎停止移动。到了9月28日，风暴蜿蜒向西北方向前进并再度增强为飓风。9月30日，飓风进一步加强并达到每小时150公里的最高风速。但到了次日就因为外部环境不利而减弱成风速每小时105公里的热带风暴。强烈的风切变和逐渐降低的海面温度令风暴大幅削弱，于10月3日转变成温带气旋，并在之后不久与靠近亚速尔群岛东北部的冷锋融合。10月4日，系统残留经过亚速尔群岛，再次给群岛带去了相对较强的大风。

## 起源
9月7日，非洲西海岸有大型东风波涌现并进入大西洋，系统于9月8日在佛得角以南海域经过，并带有杂乱无章的阵雨和雷暴。大约就在这段时间里，美国国家飓风中心认为系统有中等程度的可能性会在48小时内增强为热带气旋。9月9日，东风波轴线有低气压区发展出来，引起对流进一步增长。9月10日，美国国家飓风中心经评估后认为本系统有很大可能会形成热带气旋。根据卫星强度估计，美国国家飓风中心于协调世界时9月10日中午12点宣布这股热带扰动已经成为第十四号热带低气压，其位置在佛得角之西约1425公里处。
虽然环流中心周围的雷暴活动起初很少，但低气压相关对流带的组织性还是得到了改善。9月10日晚，中心附近的对流开始略有增加，不过经德沃夏克分析法得出的结果为2.0至2.5之间，所以低气压还没有升级为热带风暴。当天晚上，系统因遇到较为干燥的空气而令阵雨和雷暴减少。低气压起初位于大型副热带高压脊的南部边缘附近并因此向北前面。但到了9月11日，系统开始再次蜿蜒朝西北方向行进。当天晚些时候，低气压开始发展出深层对流。地球同步卫星图像和散射计数据表明系统于9月12日凌晨0点增强为热带风暴，美国国家飓风中心因此将其命名为纳丁（Nadine）。

## 增强并首次达到最高强度

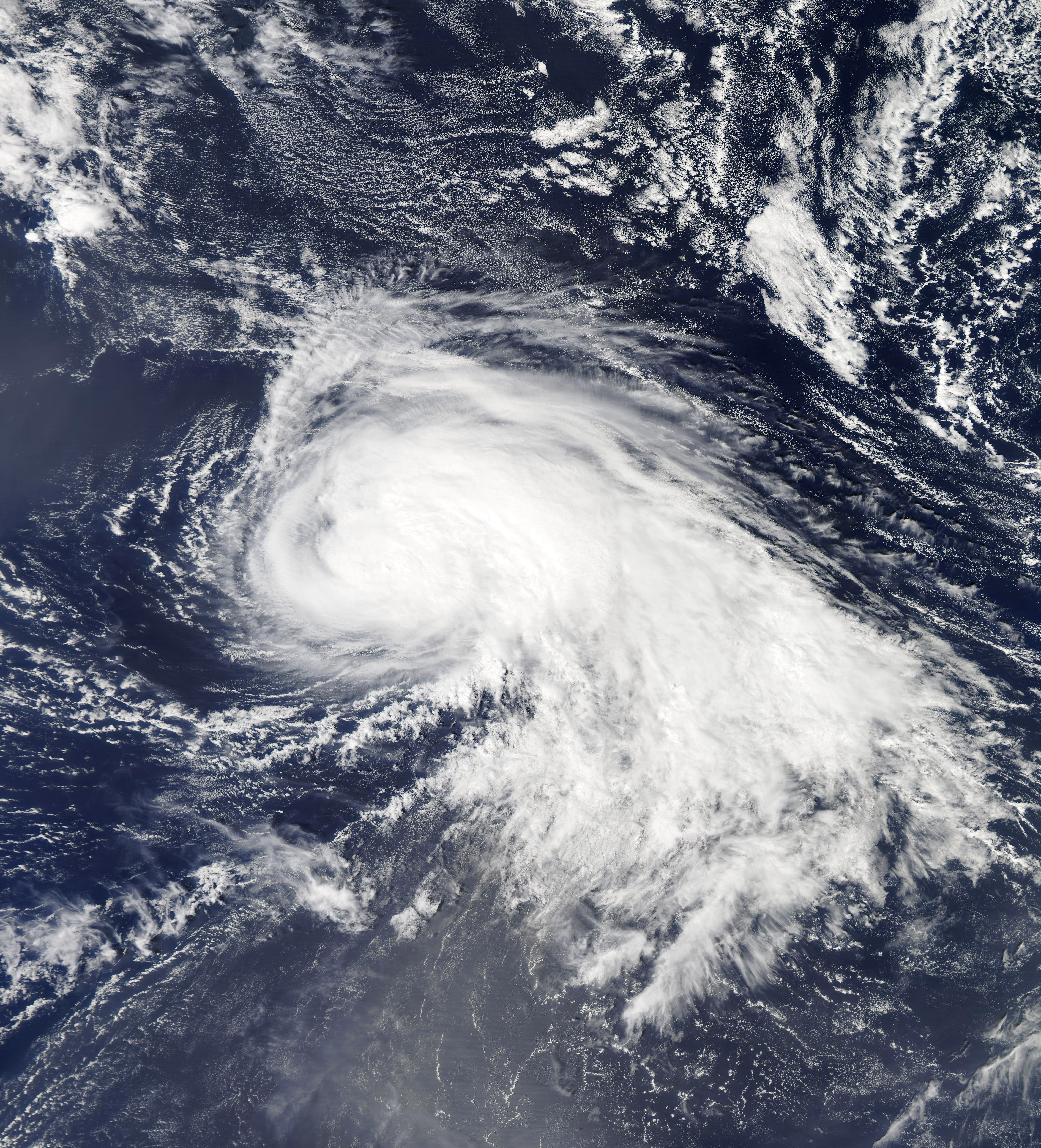
9月15日的飓风纳丁

9月12日，由于外部环境有利，纳丁发展出中心密集雲團區，美国国家飓风中心指出系统可能会快速增强。9月12日，风暴的强化速度有所提高，但还没有达到快速增强的标准，其持续风速当晚已达每小时105公里。到了9月13日清晨，中心周围几乎完全被对流带包裹起来，云层顶端温度低至零下80摄氏度。但由于微波卫星数据无法确定系统中是否已发展出风眼，纳丁的强度数据仍然保持在风速每小时110公里，略低于飓风强度的临界标准值。接下来由于计算机模拟得出的结果一致认为风切变有所加强，系统结构也有少许变化，美国国家飓风中心认为“纳丁增强的时间窗口可能正在关闭”。接下来风暴开始接触到由中到上层低压槽和位于系统以西数百英里外的切变轴产生的中等强度西南向风切变。结果纳丁虽然发展出风眼，但其中心也变得更加难以定位。
虽然风暴的组织混乱，但经散射计检测显示，其中心向外延伸370公里处仍然有热带风暴强度的狂风。9月14日的卫星数据表明纳丁的结构已变得更加粗糙，但风暴仍然保持着略低于飓风级别的强度，美国国家飓风中心还指出之后几天时间里风切变有可能减弱，令系统得以强化。9月14日，纳丁沿副热带高压脊的边缘转向北上。此后不久，一颗热带降雨测量任务卫星的数据表明系统的核心对流有开始重新组织起来。但由于风切变令中层环流移位至下层环流以北，纳丁没能升级成飓风。
由于纳丁前方海面温度较低，因此不大可能还能显著增强。9月14日下午18点，风暴因重新组织，且卫星强度估算有所加强而升级为飓风，并在6小时后达到风速每小时130公里的最高强度。9月15日晚些时候的卫星图像显示飓风中正试图发展出有结构粗糙的眼状特征。

## 减弱并向非热带系统过渡

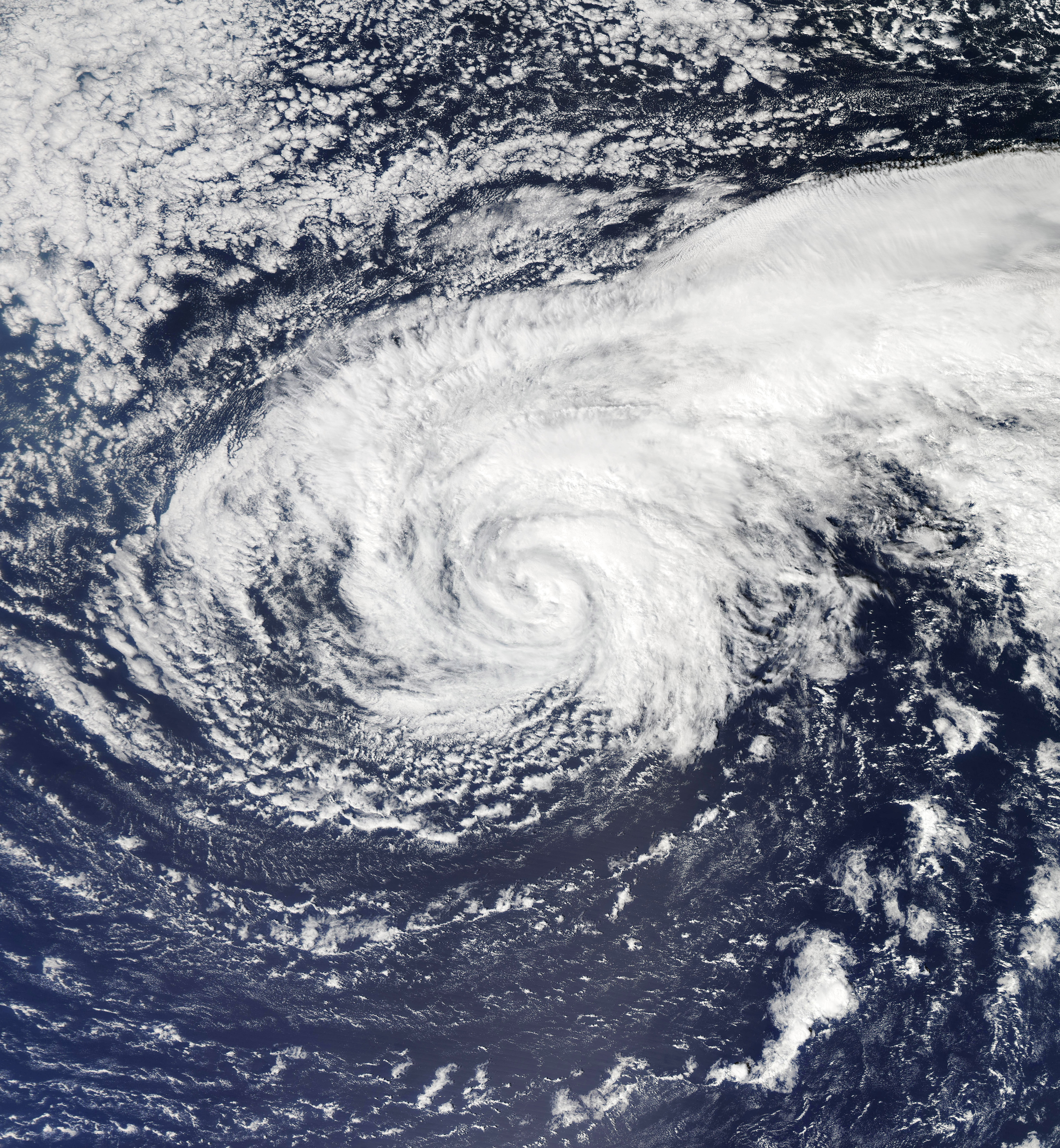
热带风暴纳丁于9月20日经过亚速尔群岛以南海域

9月15日晚，美国国家飓风中心预报员罗比·伯格（Robbie Berg）指出，纳丁开始“看上去更显粗糙”，因为微波观测数据说明其深层对流受切变影响转移到了中心东北部。9月16日晚，风眼变得倾斜并消失，对流带开始瓦解，并且这天一早，系统中整体的降雨和雷暴活动就开始消退。9月17日，纳丁降级为热带风暴。此外，9月17日的卫星图像显示风暴附近的低压槽令纳丁开始失去热带天气系统特征。
9月17日，纳丁开始受到干燥空气的影响，不过风暴的外流也确保系统不会大幅减弱。虽然其北部半圆内有深层对流大量爆发，但纳丁到了当天晚些时候还是有小幅减弱。次日由于前一天爆发的深层对流明显减少，风暴进一步弱化。9月18日晚些时候，大部分深层对流都已消退，剩下的降雨和雷暴活动位于中心以西及西北方向的一条对流带中。
9月18至19日，纳丁在先向东北后转向北面移动的过程中对亚速尔群岛构成了威胁，但因有高压脊的阻挡，风暴无法进一步逼近群岛。其距群岛最近的距离是于9月19日行进至弗洛雷斯島西南偏南方向约240公里。9月20日，高压脊有所减弱，中到上层低压槽有所加强，风暴于是再度蜿蜒向东南偏东方向前进。到了9月21日晚，剩余的大部分深层对流都是由粗糙的对流带组成，云层顶端的温度已经有所提高。操作上，美国国家飓风中心于9月21日晚21点将纳丁重新归类为亚热带风暴，这主要是因为其风场大部分都不对称，并且中心附近有上层低气压开始发展。但是飓风季结束后的分析认为，纳丁已在三小时前退化成不含热带天气系统特征的低气压区。

## 恢复，最高强度和消散

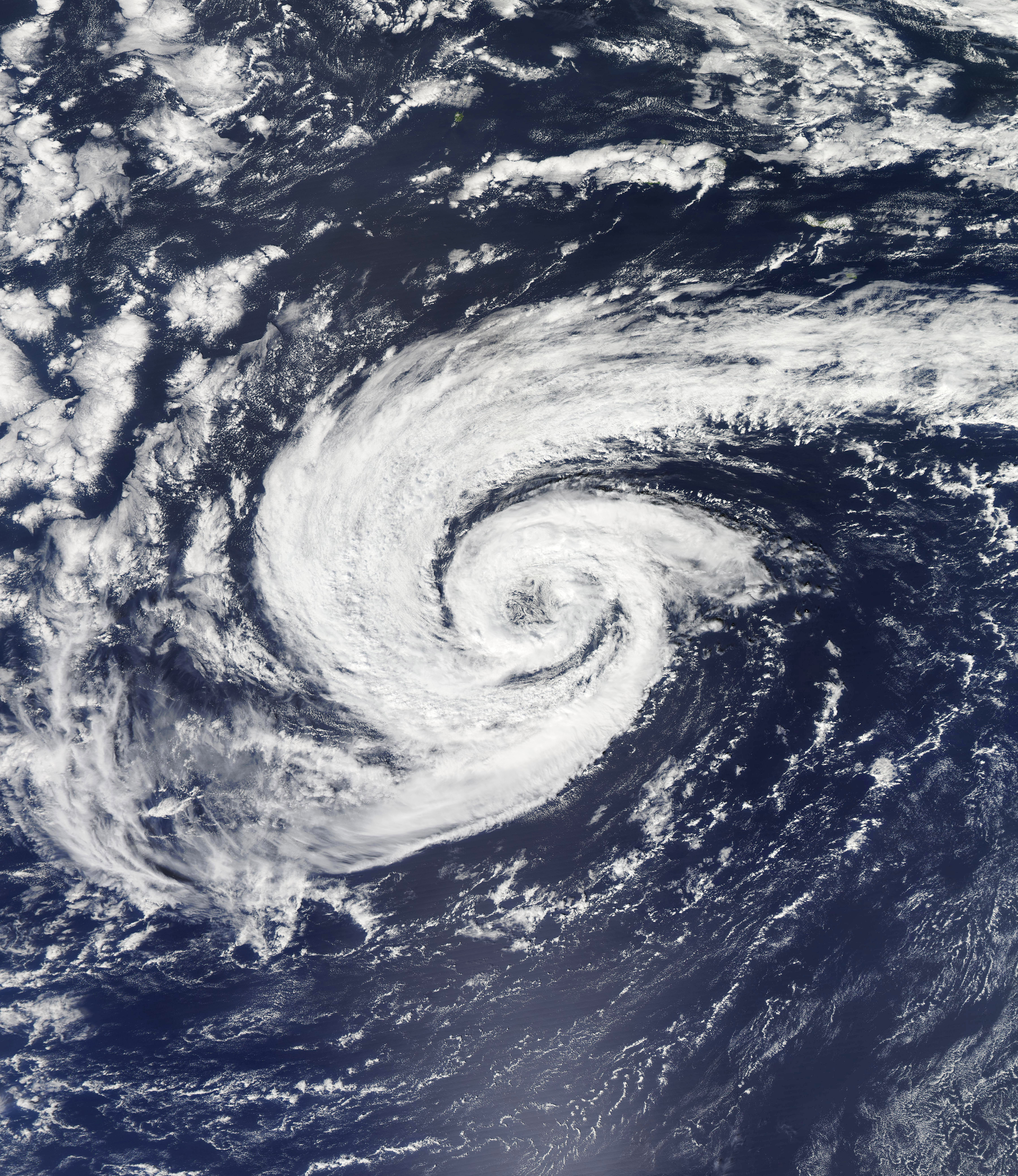
9月25日的热带风暴纳丁

9月22日清晨，美国国家飓风中心发现纳丁的残留很可能恢复成热带气旋。残余低气压很快移动到一片水温较高且风切变很少的海域，开始再次发展出深层对流。9月23日凌晨0点，系统再次恢复成热带风暴。9月24日，亚速尔群岛上空的另一个高压脊迫使风暴向西北偏西方向前进，行进路途形成了小规模气旋环。虽然风速一度提高到了每小时95公里，但到了9月25日，纳丁再次减弱成风速每小时72公里的热带风暴。虽然强度较弱，但卫星图像却显示系统中发展出了类似风眼的特征，美国国家飓风中心之后指出这并非风眼，而只是风暴中心附近的一片无云区。9月26日，纳丁围绕大西洋西部上空的一片中上层脊蜿蜒向西南偏南到西南方向移动。
之后几天时间里，风暴强度只有少许变化，到了9月27日因行进到一片水温高于26摄氏度的海域而开始加强，到了9月28日中午12点，纳丁的强度已经达到萨菲尔-辛普森飓风等级的一级飓风标准。大约就在这一时间的卫星图像也表明，风暴中再度发展出眼状特征。之后系统再度变得有些混乱，美国国家飓风中心于9月29日错误地将飓风降级成热带风暴，又于6小时后再次将其升级为飓风。实际上在这一过程中纳丁一直保持着飓风强度并且还有进一步增强。9月30日，风眼变得更加明显，风速也增加到了每小时140公里。到了中午12点，风暴达到了最大持续风速每小时150公里，最低气压978毫巴（百帕，28.88英寸汞柱）的最高强度。
达到最高强度后，纳丁开始再次减弱，于10月1日中午12点退化成热带风暴。10月3日，上层低压槽令下层风切变向东移动，西北风开始增多。几小时后，风暴下层中心开始部分暴露出来，并于下午15点完全与对流分离。由于强烈风切变和较低海面温度的不利影响，降雨和雷暴活动迅速减少，到了10月3日晚，系统中已经没有任何深层对流。10月4日凌晨0点左右，纳丁已转变成一股温带低气压，其时位于亚速尔群岛中心西南方向约315公里。低气压快速向东北进发，退化成低压槽后于当天晚些时候被一片冷锋吸收。

## 影响和纪录

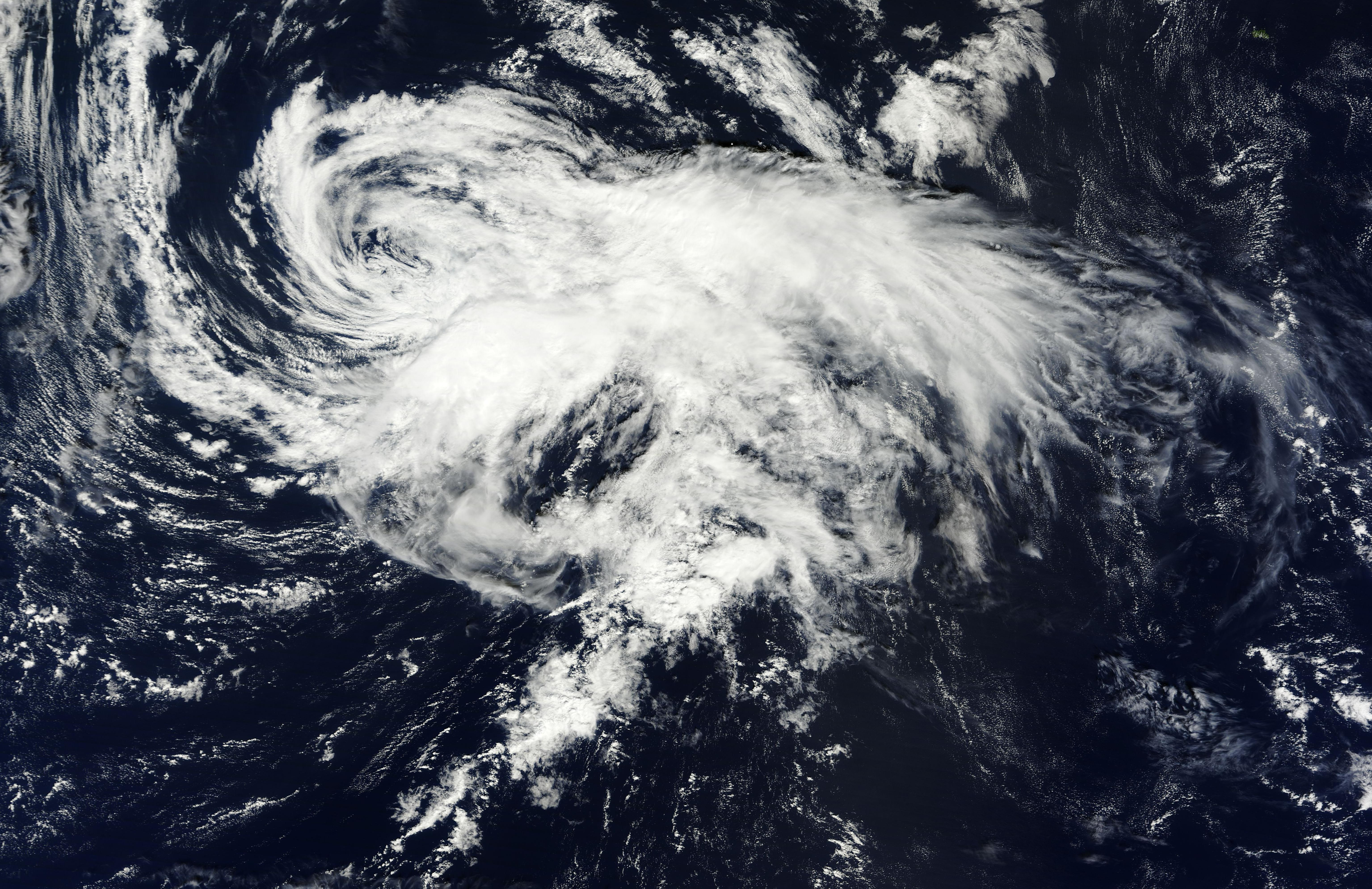
热带风暴纳丁于10月3日再次靠近亚速尔群岛

亚速尔群岛因纳丁的靠近而先后两次收到了热带气旋警告。第一次是在9月18日上午10点，弗洛雷斯島和科爾武島收到了热带风暴观察预警。到了当天晚上21点，热带风暴观察预警升级为热带风暴警告，警告范围则增加了法亞爾島、皮庫島、聖若熱島、特塞拉島和格拉西奧薩島。9月19日下午15点，聖米格爾島和聖瑪麗亞島也收到了热带风暴警告。所有观察预警和警告均于9月21日晚中止。第二次则是在风暴再生以后，整个群岛都在10月1日下午15点收到了热带风暴观察预警，并在9小时后，10月2日凌晨0点升级成热带风暴警告。纳丁变成温带系统后，警告予以中止。风暴第二次靠近亚速尔群岛期间，有多所学校关闭，多架航班取消。
9月20日晚，弗洛雷斯島报告的阵风风速为每小时74公里。9月21日风暴从法亚尔岛以南海域经过，岛上的奥尔塔（Horta）报告的持续风速为每小时100公里，阵风时速130公里。10月4日飓风再度来袭，持续风速最高的是聖米格爾島报告的每小时61公里，而最强烈的阵风则是圣玛丽亚岛风力发电厂报告的每小时140公里。皮庫島拉日什杜皮库的小学和中学体育馆路面被毁。纳丁的残留产生的水气给英国，特别是英格兰和威尔士带去了暴雨，北约克郡的雷文斯沃斯（Ravensworth）达到最高的130毫米，导致房屋被淹，道路和铁路也受到破坏。
纳丁的整个持续时间长达24天，其中22.25天为热带系统，余下的时间里为亚热带或温带气旋，作为热带系统的时间超越了2002年的飓风凯尔（22天）。截止2014年4月，这仍然是有纪录以来持续时间第四长的大西洋热带气旋，仅次于持续28天的1899年圣西里亚科飓风，27.25天的飓风金格和24.75天的飓风因加。如果只考虑作为热带风暴和飓风的时间，纳丁持续了20.75天，仅次于飓风金格和1899年圣西里亚科飓风名列第三。风暴于9月14日下午18点升级成飓风，成为有纪录以以来所有飓风季形成的第八个飓风中形成时间第三早的，仅次于1893年一个未命名的天气系统和2005年大西洋飓风季的飓风奥菲莉亚。